# Лінія життя (фільм, 1919)
«Лінія життя» (англ. The Life Line) — американська пригодницька драма режисера Моріса Турнера 1919 року.

## У ролях
- Джек Голт — Джек Герн, циганин Рей
- Воллес Бірі — Бос
- Лью Коуді — Філіп Ройстон
- Таллі Маршалл — Джо Гекетт
- Сіна Оуен — Лаура
- Полін Старк — Рут Гекетт